# Mogens Thomassen
Mogens Vilhelm Thomassen (Hellerup, Gentofte, Danska, 24. rujna 1914. – 29. travnja 1987.) je bivši danski hokejaš na travi.
Na hokejaškom turniru na Olimpijskim igrama 1936. u Berlinu je igrao za Dansku. Danska je ispala u 1. krugu, s jednom neriješenom i jednim porazom je bila zadnja, treća u skupini "B". Odigrao je dva susreta na mjestu veznog igrača.
Te 1936. je igrao za klub Orient København.

## Vanjske poveznice
- Profil na Sports Reference.com  Arhivirana inačica izvorne stranice od 19. svibnja 2011. (Wayback Machine)